# Buddlejeae
Buddlejeae es una tribu con cuatro géneros de plantas  perteneciente a la familia Scrophulariaceae.

## Descripción
Son árboles o arbustos, con menor frecuencia hierbas. Hojas opuestas, a veces verticiladas, por excepción alternas, simples, enteras, dentadas o lobuladas, caducas, de ordinario con estípulas interpeciolares. Inflorescencias cimosas, agrupadas secundariamente de forma diversa, bracteadas. Flores hermafroditas o funcionalmente unisexuales por reducción, actinomorfas salvo excepción, tetrámeras o raramente pentámeras, pediceladas. Cáliz gamosépalo. Corola gamopétala, campanulada, hipocraterimorfa o infundibuliforme, con pétalos en general imbricados en la prefloración. Androceo con 4(5) estambres, a veces con el posterior reducido a un estaminodio, soldados al tubo de la corola, alternipétalos, inclusos o exertos; filamentos glabros; anteras ditecas, dehiscentes por hendiduras longitudinales, introrsas, sin apéndices; granos de polen 3(4) colporados. Gineceo bicarpelar, sincárpico; ovario súpero o semiínfero, bilocular, en cada lóculo con 20-50 o más primordios seminales hemianátropos, en placentación axial; estilo terminal; estigma capitado o bífido. Fruto de ordinario en cápsula septicida, raramente carnoso e indehiscente. Semillas de ordinario aladas.

## Géneros
- Buddleja
- Emorya
- Gomphostigma
- Nicodemia

## Sinónimos y antiguas clasificaciones
rellenar